# Sternocera sternicornis
A Sternocera sternicornis a rovarok (Insecta) osztályának bogarak (Coleoptera) rendjébe, ezen belül a mindenevő bogarak (Polyphaga) alrendjébe és a díszbogárfélék (Buprestidae) családjába tartozó faj.

## Előfordulása
A Sternocera sternicornis előfordulási területe India.

## Alfajai
- Sternocera sternicornis orientalis (Herbst, 1801)
- Sternocera sternicornis sternicoris (Linnaeus,1758)

## Képek

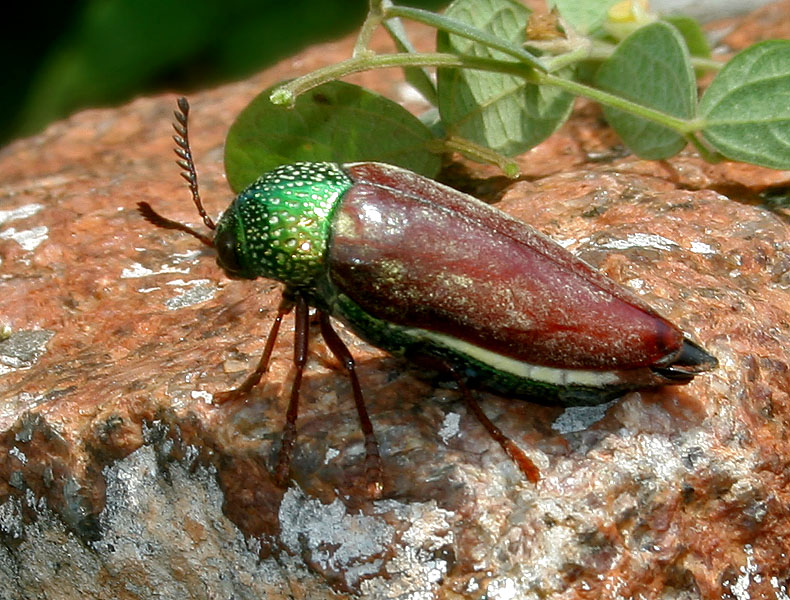
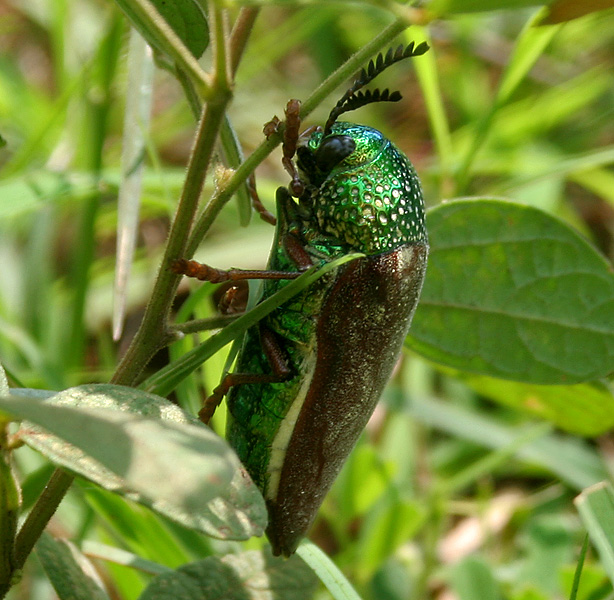
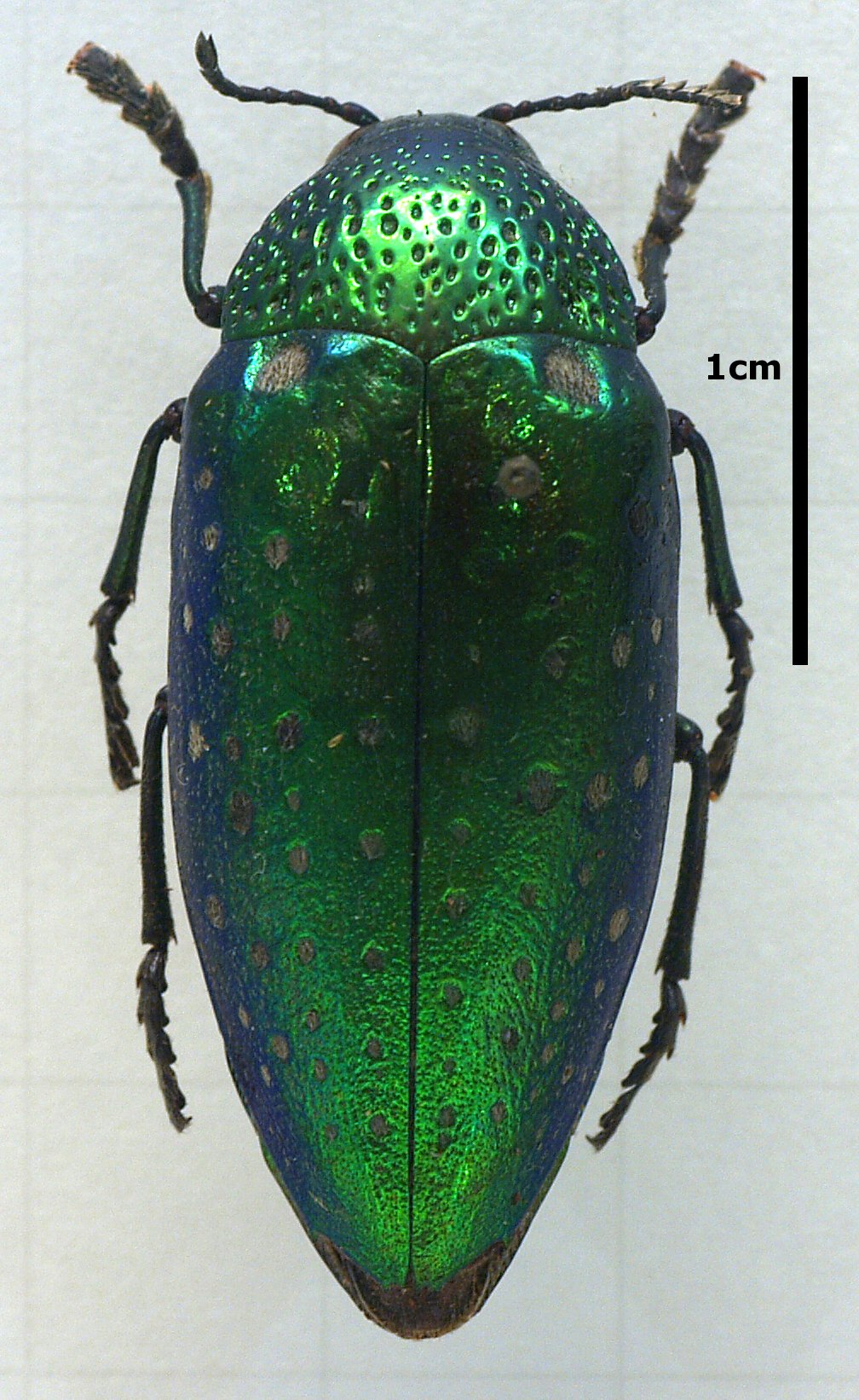
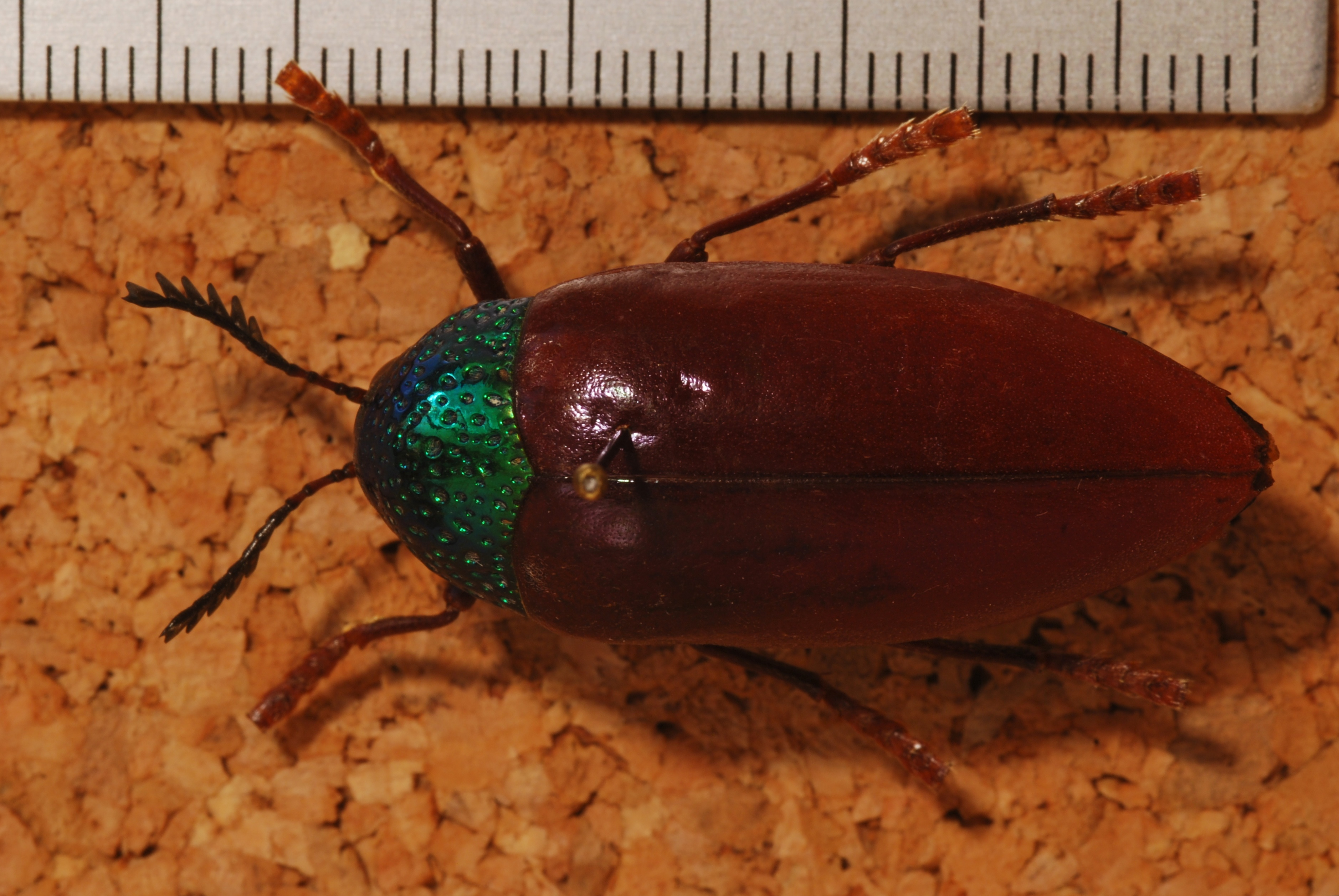

## Megjelenése
Ez a bogár elérheti a 45 milliméteres hosszt is. A fémesen zöld szárnyfedői a napfényen csillogóak. A zöld alapon, apró sárga vagy hamuszürke pontok láthatók. A szárnyfedők tövében ugyanilyen színű, de jóval nagyobb foltok vannak. A tor felszínén jól kivehető mélyedések vannak. A csápjai és lábai feketék.

## Fordítás
- Ez a szócikk részben vagy egészben  a   Sternocera sternicornis című angol Wikipédia-szócikk ezen változatának fordításán alapul.  Az eredeti cikk szerkesztőit annak laptörténete sorolja fel. Ez a jelzés csupán a megfogalmazás eredetét és a szerzői jogokat jelzi, nem szolgál a cikkben szereplő információk forrásmegjelöléseként.